# Casa al carrer Pintor Joan Massanet, 12 (l'Escala)
La casa del Carrer del Pintor Joan Massanet, 12 és una casa al nucli antic de la població de l'Escala, al sector nord-oest, formant cantonada amb la Plaça de Víctor Català, el Carrer del Pintor Joan Massanet i el Carrer de la Poca Farina.
Edifici cantoner de planta rectangular, amb la coberta plana amb terrat, i distribuït en planta baixa i tres pisos. Presenta un petit altell a la part superior, afegit amb posterioritat. Totes les obertures de l'edifici són rectangulars i les tres façanes presenten motllures horitzontals marcant la separació dels nivells i un basament arrebossat. La façana principal presenta dos portals d'accés a l'interior i una finestra, els quals presenten l'emmarcament d'obra motllurat. Al primer pis hi ha tres balcons exempts sostinguts per mènsules treballades, amb els finestrals de sortida decorats amb guardapols superior. A les dues plantes superiors hi ha tres finestres balconeres a cada un, amb l'emmarcament d'obra decorat amb motius florals en blanc. Rematant la façana original, una cornisa motllurada sostinguda per mènsules. Les façanes laterals presenten finestres quadrades motllurades i, la que es troba encarada a la plaça, una obertura ovalada per planta.
Exteriorment, les façanes estan arrebossades i pintades de color marró, amb el parament decorat a mode de plafons rectangulars. Entre la planta baixa i el primer pis, hi ha una motllura decorada amb un motiu dentat en blanc.